# Šica (Sotla)
Šica (v povirnem toku Josovska grapa ali Josovske grabe) je potok, ki se južno od vasi Veliki Obrež v občini Brežice kot desni pritok izliva v reko Sotla, mejno reko med Slovenijo in Hrvaško. 